# Ascendent
Ascendent (ASC), točka na ekliptici koja u nekom odreženom mjestu i u točno odreženo vrijeme upravo izlazi na istočnom horizontu. U astrologiji, ascendent je najvažnija točka na ekliptici u horoskopu pa je njezino što točnije određivanje osnova bilo kojeg astrološkog istraživanja, jer je ascendent uzlazni znak (podznak) koji se uspinje na istočnom horizontu u trenutku nečijeg rođenja.